# Delicias (Mexique)
Pour les articles homonymes, voir Delicias.
Delicias ((es) Ciudad Delicias) est une ville mexicaine du Chihuahua qui se trouve à 120 km au sud de Chihuahua capitale du même état. La population est de plus de 300 000 habitants vivant essentiellement de l'agriculture et l'élevage bovin. Ville en constante expansion depuis les années 1980, elle est proche du Rio San Pedro retenu par un barrage qui forme un lac à Las Virgenes à 10 km de la ville. Ce barrage alimente les villages environnants et permet la régulation de l'irrigation. Culture de piments, maïs, blé, noix de pecan, abricots, pêches, coton.

## Sites touristiques
- marché central en rond, implanté au centre de la ville : el mercado
- l'hôtel del Norte meublé de l'époque 1860.